# Kaisa Sol Fagerland
Kaisa Sol Fagerland (* 22. Juni 2008) ist eine norwegische Leichtathletin, die sich auf den Sprint spezialisiert hat.

## Sportliche Laufbahn
Erste Erfahrungen bei internationalen Meisterschaften sammelte Kaisa Sol Fagerland im Jahr 2024, als sie bei den U18-Europameisterschaften in Banská Bystrica mit 25,28 s in der ersten Runde im 200-Meter-Lauf ausschied und mit der norwegischen Medley Staffel (1000 Meter) in 2:08,14 min den siebten Platz belegte. Im Jahr darauf schied sie beim Europäischen Olympischen Jugendfestival (EYOF) in Skopje mit 24,75 s im Halbfinale über 200 Meter aus und verpasste im Staffelbewerb mit 2:15,18 min den Finaleinzug. Anschließend kam sie bei den U20-Europameisterschaften in Tampere in der Staffel in der Vorrunde der 4-mal-400-Meter-Staffel zum Einsatz.
In den Jahren 2024 und 2025 wurde Fagerland norwegische Meisterin in der 4-mal-100- und 4-mal-400-Meter-Staffel.

## Persönliche Bestleistungen
- 200 Meter: 24,29 s (+0,6 m/s), 20. Juni 2025 in Lillehammer
  - 200 Meter (Halle): 24,72 s, 22. Februar 2025 in Bærum